# 拉丁音樂
拉丁音乐（英語：Latin Music，葡萄牙语与西班牙语：música latina）是音乐产业中的一种流派，笼统地表示源自西班牙语及葡萄牙语地区（即伊比利亚美洲和伊比利亚半岛）的音乐，也表示用这两种语言演唱的音乐。

## 术语和分类
黛博拉·帕齊尼·埃爾南德斯（西班牙語：Deborah Pacini Hernández）指出，由于20世纪50年代居住在纽约的拉丁裔移民主要是波多黎各人和古巴人后裔，而当时的纽约在音乐界占有主导地位，所以“拉丁音乐”被刻板地定义为源自原西属西印度群岛地区的音乐。她还观察到，甚至20世纪60年代流行的巴萨诺瓦、以及受墨西哥音乐影响的赫布·阿尔珀特，都没有改变这种刻板印象。后来，音乐产业才将所有用西班牙语和葡萄牙语演唱的音乐称之为拉丁音乐，包括西班牙和葡萄牙的音乐。
在纽约拉美裔的抗议活动后，美国国家录音艺术与科学学会（NARAS）于1975年为格莱美奖新增了一项名为最佳拉丁乐录制的奖项。对此，恩里克·费尔南德斯（西班牙語：Enrique Fernandez）在公告牌杂志上写道，拉丁音乐只拥有一个奖项，意味着所有的拉丁音乐流派都要在一起竞争，即使它们彼此差异巨大。他还指出，这一荣誉在大多数时候都颁给了热带音乐的表演者。八年后，该组织新增了三个拉丁音乐奖项：最佳拉丁流行专辑、最佳墨西哥/墨西哥-美国专辑、最佳热带拉丁专辑。拉丁流行是一种笼统的说法，可以表示任何用西班牙语演唱的流行歌曲；而墨西哥/墨西哥-美国音乐（也叫墨西哥地区音乐）是源自墨西哥、或者受墨西哥裔美国人影响的音乐风格，包括特哈诺音乐；热带音乐则专指源于原西属西印度群岛地区的音乐。
1997年，NARAS建立了拉丁录音学院（LARAS），以扩大其在拉丁美洲和西班牙的事务。2000年9月，LARAS推出拉丁格莱美作为一项独立于格莱美的颁奖礼。格莱美的组织者表示，拉丁音乐的领域太过庞大，不适合附属于格莱美。NARAS的前负责人迈克尔·格林称，拉丁格莱美奖的创建过程是很复杂的，因为拉丁音乐风格多样，它们唯一的共同点只是语言。因此，拉丁格莱美颁给用西班牙语或葡萄牙语演唱的歌曲，而该组织专注于来自拉丁美洲、西班牙和葡萄牙的音乐。
20世纪90年代末以来，拉丁裔美国人的人口大幅增加，美国音乐产业开始把任何主要用西班牙语演唱的音乐称为“拉丁音乐”。根据这个定义，任何类型的西班牙语歌曲都被归类为拉丁音乐。同时，这也让用西班牙语演唱的西班牙艺术家被贴上“拉丁歌手”的标签。
美国唱片工业协会（英語：Recording Industry Association of America，RIAA）和公告牌杂志采用拉丁音乐的这一定义来追踪西班牙语唱片在美国的销售情况2000年，RIAA为拉丁音乐专辑和单曲开设了与其标准认证门槛不同的黄金与白金奖。公告牌将其拉丁音乐榜单分为三个子类别：拉丁流行、墨西哥地区音乐以及热带音乐。21世纪00年代中期，随着拉丁城市音乐流派（如拉丁嘻哈、雷鬼動）的兴起，又新增了第四个子类别。

## 历史

### 20世纪40-50年代
由于拉丁裔美国人对美国音乐市场的影响越来越大，“拉丁音乐”一词在美国诞生，著名的先驱包括哈维尔·库加特（40年代）和蒂托·普恩特（50年代）等。正如一位作家对40年代这股热潮的解释那样，“以未被卷入第二次世界大战的拉丁美洲为主题的音乐和电影，是最受那些想暂时忘却灾难的美国人喜爱的。”战时“睦邻政策”的政治宣传，更加强了这种文化影响。作为一名作曲家，佩雷斯·普拉多有Mambo No. 5和Mambo No. 8等代表作。在1955年曼波运动的高峰，他以“樱桃粉与苹果花白”（英語：Cherry Pink and Apple Blossom White）一曲的恰恰恰版本登上了美国榜单的第一名。

### 20世纪60年代
巴西人的巴萨诺瓦开始在拉丁美洲广泛传播，之后尤其在安东尼奥·卡洛斯·裘宾的领导下，它开始成为国际潮流。Rock en español（意为“用西班牙语摇滚”）开始在拉丁美洲的年轻一代中流行，这也包括Almendra等阿根廷乐队。墨西哥裔美国拉丁摇滚小提琴手卡洛斯·山塔那也开始他长达数十年的流行生涯。

### 20世纪70年代

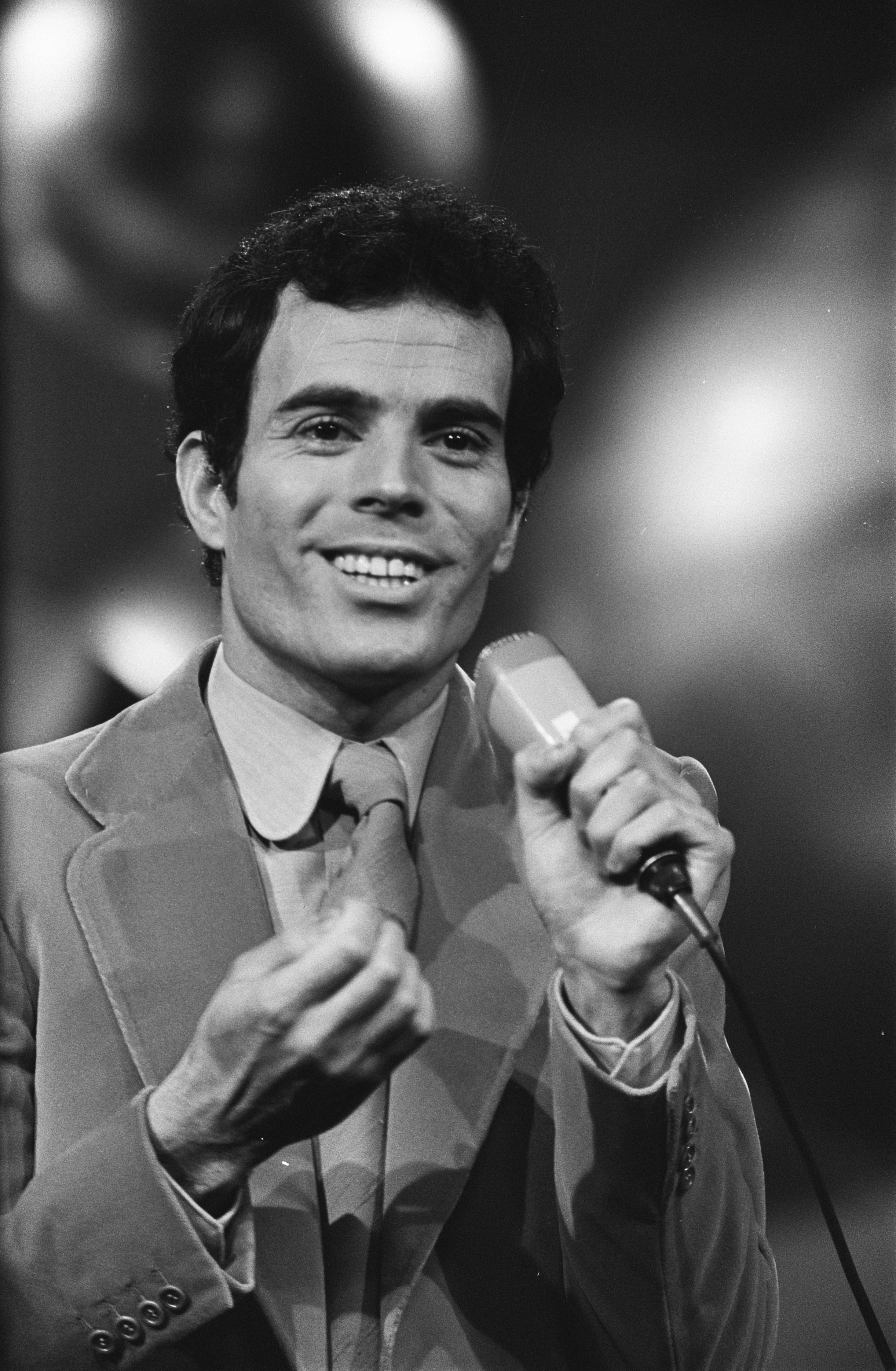
西班牙歌手胡利奥·伊格莱西亚斯在2013年被吉尼斯世界纪录认证为史上最畅销的男性拉丁艺术家。

骚沙音乐成为70年代热带音乐的主导流派。Fania Records在推广骚沙音乐方面广受认可，其旗下鲁文·布莱兹、埃克托尔·拉沃埃、塞莉娅·克鲁斯等艺人扩大了骚沙音乐的听众。
70年代末，胡利奥·伊格莱西亚斯、卡米洛·塞斯托、拉斐尔等一批拉丁民谣歌手涌入拉丁美洲的音乐榜单和美国的拉丁市场。1972年，伊比利亚美洲电信组织（OTI）创建了OTI音乐节，作为歌曲创作比赛将伊比利亚-美洲国家（包括拉丁美洲，西班牙和葡萄牙）联系在一起。公告牌的拉米罗·伯尔（英語：Ramiro Burr）指出，这一比赛被认为是“拉丁音乐界最大、最负盛名的歌曲创作节”。

### 20世纪80年代
80年代，拉丁民谣仍然是拉丁流行音乐的主要形式，胡安·加夫列尔、何塞·何塞、胡里奥·伊格莱西亚斯、羅貝托·卡洛斯、何塞·路易斯·罗德里格斯等人统治着榜单。骚沙音乐受欢迎程度有所下降，它的音乐风格也发生了改变，拥有较慢的节奏且更注重浪漫的歌词。这被称为浪漫骚沙时代。

### 20世纪90年代
波丽露音乐逐渐在年轻听众中流行起来。墨西哥歌手路易斯·米格尔以翻唱专辑《浪漫》（1991）的成功赢得音乐事业的回春，截至90年代中期，拉丁流行音乐已经被年轻艺术家，如瑞奇·马丁、夏奇拉以及胡里奥之子安立奎·伊格莱西亚斯所支配。几乎同时，艾罗斯·拉玛佐第、蘿拉·普西妮以及Nek等意大利艺术家通过录制他们歌曲的西班牙语版本，成功地跨界到拉丁音乐界。在墨西哥地区，特哈诺音乐成为最主要的流派。莎麗娜通过她的专辑《Entre a Mi Mundo》（1992，意为“进入我的世界”）和《Amor Prohibido》（1994，意为“禁忌之爱”）助力特哈诺音乐进入主流市场，然而这一风潮在她被谋杀去世后有所衰减。在热带音乐领域，从80年代开始被注意到的梅伦格音乐走红，流行程度与骚沙媲美。

### 21世纪00年代
00年代中期，雷鬼動开始流行于主流市场，特戈·卡尔德龙、洋基老爹、唐·奧馬爾以及維辛&揚德爾被认为是这一类型的先驱。在热带音乐界，随着蒙奇与亚历山德拉和Aventura等艺术家的巴恰塔音乐在拉丁美洲城市地区取得成功，这一曲风开始流行。班达音乐是这一时期墨西哥地区音乐的主要流派。

### 21世纪10年代
到了十年之际，拉丁音乐领域开始受快节奏支配，包括电子流行、雷鬼动、Urbano、班达和当代巴恰塔音乐，而拉丁民谣及其歌手则在美国的拉丁电台节目中失宠。流媒体成为了美国、拉丁美洲与西班牙拉丁音乐产业的主要收入来源。拉丁陷阱在10年代中期受到了主流关注，知名艺术家有Ozuna、壞痞兔和Anuel AA等。

## 延伸阅读
- Stavans, Ilan. . Santa Barbara, California:: ABC-CLIO. 2014. ISBN 978-0-313-34396-4.
- Morales, Ed. . Da Capo Press. 2003. ISBN 978-0-306-81018-3.
- . Billboard. 1992. ISSN 1074-746X.